# Atraphaxis pungens
Atraphaxis pungens (M.Bieb.) Jaub. & Spach – gatunek rośliny z rodziny rdestowatych (Polygonaceae Juss.). Występuje naturalnie w południowo-wschodniej Rosji, Kazachstanie, Mongolii oraz zachodnich Chinach (w prowincjach Gansu i Qinghai, a także w regionach autonomicznych Mongolia Wewnętrzna i Sinciang). 

## Morfologia
PokrójZrzucający liście krzew dorastający do 1,5 m wysokości.
LiścieBlaszka liściowa ma eliptyczny lub odwrotnie jajowaty kształt. Mierzy 10–20 cm długości oraz 5–10 cm szerokości, o klinowej nasadzie i tępym wierzchołku. Gatka ma obły kształt.
KwiatyZebrane w grona, rozwijają się na szczytach pędów. Listków okwiatu jest 5, mają kształt od owalnego do eliptycznego i zielono-białawą lub różową barwę, mierzą do 3–6 mm długości.
OwoceTrójboczne niełupki o jajowatym kształcie, osiągają 2–3 mm długości.

## Biologia i ekologia
Rośnie na pustyniach oraz terenach skalistych. Występuje na wysokości od 500 do 3400 m n.p.m. Kwitnie od maja do sierpnia.